# ATP Bordeaux 1982
L'ATP Bordeaux 1982 è stato un torneo di tennis giocato sulla terra rossa. È stata la 4ª edizione dell'ATP Bordeaux, che fa parte del Volvo Grand Prix 1982. Il torneo si è giocato a Bordeaux in Francia, dal 20 al 26 settembre 1982.

## Campioni

### Singolare maschile
Hans Gildemeister ha battuto in finale  Pablo Arraya con il punteggio di 7–5, 6–1

### Doppio maschile
Hans Gildemeister /  Andrés Gómez hanno battuto in finale  Anders Järryd /  Hans Simonsson con il punteggio di 6–4, 6–2